# Vip

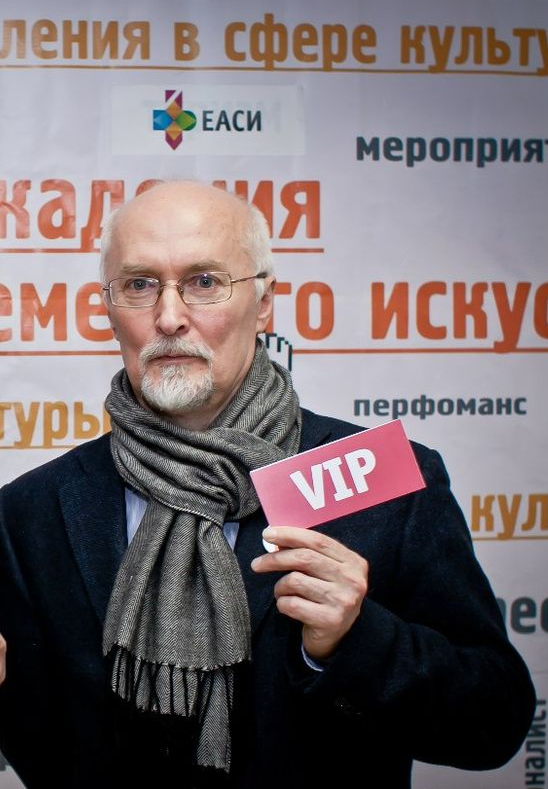
Persona VIP.

Vip o VIP (acrónimo inglés de «very important person», «persona muy importante») es una expresión que se emplea en diversos ámbitos para designar a personajes importantes (políticos, artistas, etcétera) asistentes a un evento que requieren una atención o protección especial; la persona con consideración vip en determinada situación, tiene acceso a zonas reservadas de algunos aeropuertos (u otros lugares públicos y privados) donde el vip aguarda la llegada de su avión. Debe evitarse su escritura con mayúsculas, normal en el idioma inglés por su condición original de sigla; el término adecuado en español es personalidad.
Está extendido el uso de los "pases o entradas vip" de carácter gratuito y con frecuencia utilizados en discotecas o conciertos.

## Origen del término
El término "Very important person" (o en ruso viesima imenitaia persona) empezó a usarse entre 1927 y 1934, nació en el idioma de los emigrantes rusos (muchos de los cuales eran los aristócratas) que vivían en la República Francesa y viajaban al Reino Unido. La expresión llenaba hasta cierto grado los títulos perdidos en 1917, tras la Revolución rusa, de los ex nobles que les concedían el derecho de privilegios.

## Otros usos
En foros públicos, se denominan Miembros VIP a los usuarios que poseen una trayectoria extensa de colaboración y ayuda.
En relación con la náutica se considera vip a la cabina o camarote más importante o lujoso de un barco para los invitados.
En idioma inglés también se utiliza el término hiperbolizado VVIP (Very Very Important People) cuando realizan ingentes gastos o pagos al evento o uso de edificación.